# Rayonnement photosynthétiquement actif
 (octobre 2019).
Si vous disposez d'ouvrages ou d'articles de référence ou si vous connaissez des sites web de qualité traitant du thème abordé ici, merci de compléter l'article en donnant les références utiles à sa vérifiabilité et en les liant à la section « Notes et références ».
Le rayonnement photosynthétiquement actif (RPA, ou PAR de l'anglais photosynthetically active radiation) est un rayonnement dont les longueurs d'onde s'étendent de 400 à 700 nm que les organismes photosynthétiques peuvent utiliser dans le processus de photosynthèse.
L'énergie lumineuse reçue par la surface éclairée s'exprime en µmol.m-2.s-1 ou µE. Cette région spectrale correspond plus ou moins à la plage de lumière visible à l'œil humain. Les photons aux longueurs d'onde plus courtes ont tendance à être si énergiques qu'ils peuvent endommager les cellules et les tissus, mais sont principalement filtrés par la couche d' ozone dans la stratosphère . Les photons à plus grande longueur d'onde ne transportent pas assez d'énergie pour permettre la photosynthèse.
D'autres organismes vivants, tels que les cyanobactéries , les bactéries pourpres et les hélio-bactéries , peuvent exploiter la lumière solaire dans des régions spectrales légèrement étendues, telles que le proche infrarouge . Ces bactéries vivent dans des environnements tels que le fond d'étangs stagnants, les sédiments et les profondeurs océaniques. À cause de leurs pigments , ils forment des nattes colorées de vert, de rouge et de violet.
En haut: spectres d'absorption de la chlorophylle A, de la chlorophylle B et des caroténoïdes extraits en solution. En bas: spectre d'action PAR (dégagement d'oxygène par photon incident) d'un chloroplaste isolé.
La chlorophylle, le pigment végétal le plus abondant, est le plus efficace pour capturer la lumière rouge et bleue. Les pigments accessoires, tels que les carotènes et les xanthophylles, récoltent de la lumière verte et la transmettent au processus de la photosynthèse, mais suffisamment de longueurs d'onde vertes sont réfléchies pour donner aux feuilles leur couleur caractéristique. L’automne est une exception à la prédominance de la chlorophylle: la chlorophylle est dégradée (car elle contient de l’ azote et du magnésium ), mais les pigments accessoires ne le sont pas (car ils ne contiennent que du C , H et O ) et restent dans la feuille, produisant des couleurs rouge, jaune et orange feuilles.
Dans les plantes terrestres, les feuilles absorbent principalement la lumière rouge et bleue dans la première couche de cellules photosynthétiques en raison de l'absorbance de la chlorophylle . Cependant, la lumière verte pénètre plus profondément à l'intérieur de la feuille et peut conduire à la photosynthèse plus efficacement que la lumière rouge. Comme les longueurs d'onde vertes et jaunes peuvent transmettre à travers la chlorophylle et la feuille entière elle-même, elles jouent un rôle crucial dans la croissance sous le couvert végétal.
La mesure PAR est utilisée dans l'agriculture, la foresterie et l'océanographie. Une des conditions requises pour des terres agricoles productives est un PAR adéquat, c'est pourquoi le PAR est utilisé pour évaluer le potentiel d'investissement agricole. Les capteurs PAR installés à différents niveaux du couvert forestier mesurent le modèle de disponibilité et d'utilisation du PAR. Le taux de photosynthèse et les paramètres associés peuvent être mesurés de manière non destructive à l'aide d'un système de photosynthèse . Ces instruments mesurent le PAR et le contrôlent parfois à des intensités définies. Les mesures PAR sont également utilisées pour calculer la profondeur euphotique dans l'océan.

Dans ces contextes, la raison pour laquelle PAR est préféré à d'autres mesures d'éclairage telles que le flux lumineux et l'éclairement est que ces mesures sont basées sur la perception humaine de la luminosité , qui est fortement polarisée sur le vert et ne décrit pas avec précision la quantité de lumière utilisable pour la photosynthèse.

Spectres d'absorption des chlorophylles a et b.

## Unités
L' éclairement énergétique du PAR peut être mesuré en unités d'énergie (W / m 2 ), ce qui est pertinent pour les considérations de bilan énergétique des organismes photosynthétiques.[réf. souhaitée]
Cependant, la photosynthèse est un processus quantique[réf. nécessaire] et les réactions chimiques de la photosynthèse dépendent plus du nombre de photons que de l'énergie contenue dans les photons. Par conséquent, les biologistes des plantes quantifient souvent le PAR en utilisant le nombre de photons dans la plage de 400 à 700 nm reçus par une surface pendant un laps de temps spécifié, ou la densité de flux de photons photosynthétiques (PPFD).  PPFD est normalement mesurée à l'aide de mol m -2 s -1 . En ce qui concerne la croissance et la morphologie des plantes, il est préférable de caractériser la disponibilité de lumière pour les plantes à l’aide du Daily Light Integral (DLI), flux quotidien de photons par surface du sol, qui inclut à la fois la variation diurne et la variation de douce journée. refsou=}
La PPFD était parfois exprimée en unités einstein , c'est-à-dire µE m -2 s -1  , bien que cet usage ne soit pas standard et ne soit plus utilisé.